# 780
Năm 780 là một năm trong lịch Julius.